# Misiunea Tracey
Misiunea Tracey a fost o misiune navală a Royal Navy care a activat în Japonia în perioada 1867-1868. Misiunea a fost organizată imediat înainte de Restaurația Meiji din 1868, find solicitată de shogunat pentru dezvoltarea marinei militare, în principal pentru organizarea și supravegherea Academiei navale de la Tsukiji, Tokyo.
Misiunea a fost condusă de comandantul, (amiralul de mai târziu)  Sir Richard Tracey și a fost compusă din câțiva ofițeri și subofițeri. Comandantul Tracey, care la începutul carierei sale fusese ofițer inferior pe HMS Euryalus, era un veteran al unor acțiuni de luptă  precum bombardarea orașului Kagoshima din august 1863 și atacul din strâmtoarea Shimonoseki din septembrie septembrie 1864.
Misiunea Tracey a trebuit să părăsească Japonia fără să își îndeplinească obiectivele datorită izbucnirii   războiului Boshin  și a promisiunii făcute de marile puteri că aveau să rămână neutre în conflict. 